# Васкес, Мичель
Рика́рдо Миче́ль Ва́скес Гальи́ен (исп. Ricardo Michel Vázquez Gallien; родился 15 мая 1990 года Гвадалахара, Мексика) — мексиканский футболист, нападающий.

## Клубная карьера
Васкес — воспитанник клуба «Гвадалахара». 17 апреля 2010 года в матче против «Атласа» он дебютировал в мексиканской Примере. Мичель не был основным футболистом и не часто появлялся на поле. 12 мая в поединке Кубка Либератадорес против парагвайского «Либертада» Васкес забил свой первый гол за клуб, а также помог клубу в дальнейшем выйти в финал турнира. 9 сентября в матче против «Эстудиантес Текос» Мичель забил свой первый гол за клуб в Лиге MX.
В 2011 году Васкес на правах аренды перешёл в «Керетаро». 24 июля в матче против «Америки» он дебютировал за клуб. 7 августа в поединке против «Пачуки» Мичель забил свой первый гол, реализовав пенальти. В начале 2012 года он также на правах аренды перешёл в «Эстудиантес Текос». 12 февраля в матче против «Пачуки» Мичель дебютировал за команду. Он не смог выиграть конкуренцию за место в основе и сыграл всего в трёх играх.
Сезон 2013/2014 Васкес провёл в Лиге Ассенсо выступая за команду «Дельфинес». Летом 2014 года он перешёл в Лобос БУАП. 19 июля в матче против «Атлетико Сан-Луис» Мичель дебютировал за команду. 16 августа в поединке против «Коррекаминос» он забил свой первый гол за БУАП.
В начале 2015 года Васкес перешёл в «Веракрус». 10 января в матче против «Сантос Лагуна» он дебютировал за новую команду. 21 марта в поединке против столичной «Америки» Мичель забил свой первый гол за «акул». Летом он на правах аренды вернулся в «Гвадалахару». В начале 2017 года Васкес был арендован «Селайей». 8 января в матче против «Симарронес де Сонора» он дебютировал за новую команду. В этом же поединке Мичель забил свой первый гол за «Селаю».
Летом 2017 года Васкес подписал соглашение с колумбийским «Бояка Чико». 22 июля в матче против «Университарио Попаян» он дебютировал в колумбийской Примере B. В этом же поединке Мичель забил свой первый гол за «Бояка Чико». По итогам сезона Васкес помог клубу выйти в элиту. 5 февраля 2018 года в матче против «Мильонариос» он дебютировал в Кубке Мустнга.

## Достижения
«Гвадалахара»
- Финалист Кубка Либертадорес — 2010